# Mary & Max – oder: Schrumpfen Schafe, wenn es regnet?
Mary & Max – oder: Schrumpfen Schafe, wenn es regnet? (Originaltitel: Mary and Max) ist ein australischer Knetanimationsfilm aus dem Jahr 2009 von Adam Elliot. Er ist Elliots erster Film in Spielfilmlänge und war der Eröffnungsfilm des Sundance Film Festivals 2009. Zudem gewann der Film 2009 als bester Animationsfilm im Langfilmwettbewerb AniMovie beim Trickfilmfestival Stuttgart und erhielt den Cristal d’Annecy auf dem Festival d’Animation Annecy für den besten Langfilm.

## Handlung
Mary Daisy Dinkle ist ein einsames, achtjähriges Mädchen, das im Jahr 1976 in Mount Waverly, einem Vorort von Melbourne, Australien, lebt. Ihre Mutter ist eine kleptomanische Alkoholikerin, ihr Vater arbeitet in einer Teebeutelfabrik und beschäftigt sich in seiner Freizeit mit der Präparierung toter Vögel. Marys einziger Freund ist ihr Hahn namens Ethel. Ihr Großvater erzählte ihr, dass Babys auf den Böden von Biergläsern gefunden würden. Neugierig, wie Babys in Amerika geboren werden, entschließt sie sich, einen Amerikaner zu fragen. Durch Zufall wählt sie einen Namen aus einem Telefonbuch: Max Jerry Horowitz.
Max ist ein übergewichtiger, 44-jähriger Bewohner von New York City. Er ist Asperger-Autist, was es ihm schwer macht, mit anderen Menschen zu interagieren. Er lebt in einer kleinen Wohnung mit mehreren Haustieren. Seine einzigen zwischenmenschlichen Beziehungen finden bei seinen wöchentlichen Weight-Watchers-Treffen und den Besuchen bei seinem Psychiater statt. Er bekommt Marys Brief, in dem sie ihm von sich berichtet. Außerdem enthält der Brief ein Selbstporträt und einen Schokoladenriegel. Trotz seiner anfänglichen Verwirrtheit ob des ungewöhnlichen Briefs entschließt er sich, Mary zu antworten. Er erzählt ihr von seinen alltäglichen Beobachtungen und antwortet ihr auf ihre Frage nach der Zeugung von Babys – seine Mutter hatte ihm erzählt, dass Babys aus Eiern schlüpfen, die von Rabbis ausgebrütet werden, wenn man Jude ist, von katholischen Nonnen, wenn man Christ ist, und von Prostituierten, wenn man Atheist ist.
Max und Mary tauschen weiterhin Briefe aus, in denen sie kreative Lösungen für ihre alltäglichen Probleme und ihre Verwunderung über das Leben austauschen. Mary kämpft gegen die Hänseleien anderer Kinder und ist zu schüchtern, ihren stotternden Nachbarn Damien anzusprechen, in den sie sich verliebt hat. Max wundert sich über die Menschen, die er beobachtet, und darüber, dass sie ihn nicht verstehen. Er bekommt Panikattacken, wenn er Briefe von Mary erhält, und eine ist stark genug, um ihn acht Monate in eine psychiatrische Klinik zu befördern. Während dieser Zeit ist Max unfähig zurückzuschreiben, woraufhin Mary über den vermeintlichen Verlust ihres Freundes am Boden zerstört ist.
Nach seiner Entlassung verläuft Max’ Leben wieder in geregelten, für ihn sicheren Bahnen. Als er einen großen Lottogewinn macht, kann er zwei seiner „Lebensziele“ auf seiner Liste abhaken: einen lebenslangen Vorrat an Schokolade und die komplette Sammlung von Figuren seiner Lieblingsserie im Fernsehen, den Noblets. Allerdings fehlt ihm für die Vervollständigung seiner Liste noch der Punkt „Freunde finden (keine unsichtbaren)“; sein imaginärer Freund Mr. Ravioli hat ihn kurz zuvor für immer verlassen. Seine Gedanken wandern immer wieder zurück zu Mary, und so beschließt er, ihr wieder zu schreiben. Er teilt ihr mit, dass bei ihm das Asperger-Syndrom diagnostiziert worden sei, das ihn die Welt auf andere Weise sehen lässt als andere Menschen. Mary ist überglücklich, erneut von ihrem Freund zu hören.
Einige Jahre später stirbt Marys Vater kurz nach seiner Verrentung durch einen Unfall und hinterlässt ihr genügend Geld, um zu studieren. Sie graduiert in Psychologie, in der Hoffnung, eine Heilung für Max’ Problem zu finden. Ihre große Liebe Damien, dessen Homosexualität im Laufe des Films immer klarer wird, besucht dieselbe Universität, doch Mary ist immer noch zu schüchtern, ihn anzusprechen. Kurze Zeit später stirbt auch ihre Mutter (durch das versehentliche Trinken von Konservierungsmittel, als sie betrunken ist), woraufhin Mary und Damien zueinander finden und schließlich heiraten.
Mary veröffentlicht ein Buch über ihre Untersuchungen im Bereich psychischer Störungen, worin sie Max als Fallstudie heranzieht. Sie schickt Max das erste Exemplar, dieser ist jedoch zutiefst beleidigt – hatte er ihr doch bereits geschrieben, er sehe sein Asperger-Syndrom als Teil seiner Persönlichkeit an, weder einer Behandlung noch gar einer „Heilung“ bedürftig. Als Reaktion entfernt er den Buchstaben „M“ aus seiner Schreibmaschine und schickt ihr diesen kommentarlos. Mary verfällt daraufhin in tiefe Depression. Sie wandelt sich zu einem Ebenbild ihrer Mutter, verliert jegliches Interesse an ihren Studien und lässt sich gehen, nachdem sie wochenlang vergeblich auf Post von Max gewartet hat. Sie wird zur Alkoholikerin; ein willkommenes Sprungbrett für Damien, der sie verlässt und nun auch endlich zu sich steht. Er findet sein Glück in der Ehe zu einem Schafshirten. Vollkommen gebrochen, versucht sie Selbstmord zu begehen, überlebt jedoch. Kurz darauf erscheint ihr Nachbar, Veteran des Zweiten Weltkrieges, der kurz zuvor seine Agoraphobie besiegt hat. Er bringt ihr ein Paket von Max, der Mary zum Zeichen seiner Vergebung seine komplette Noblets-Sammlung geschickt hat.
Ein Jahr später macht sich Mary mit ihrem Baby, das sie von Damien hat, auf den Weg nach New York, um Max letztendlich zu besuchen. Sie betritt seine Wohnung und findet ihn auf seinem Sofa sitzend tot auf. Nach dem anfänglichen Schock bemerkt sie, dass jeder ihrer Briefe von Max an die Decke geheftet wurde. Sie erkennt, dass Max glücklich gestorben ist, und weint in Freude und Trauer um ihren einzigen Freund.

## Kritiken
„[Die] tragikomische Geschichte [der Hauptfiguren] ist zugleich herzzerreißend traurig und herzerwärmend rührend, und man kann sich nur wundern, wie sehr man mit ihnen fühlt, leidet und lacht. Obwohl sie doch nur Klumpen aus Knete sind.“

„Herzlich, traurig, witzig – Adam Elliot spielt in seiner Stop-Motion-Tragikomödie »Mary & Max« meisterhaft auf der Klaviatur der Empfindungen und entführt in eine Welt der augenzwinkernden Einfälle, schwarzhumorigen Kommentare und kauzig-liebenswerten Figuren. Ein liebevolles Kinokleinod über emotionale Isolation und wahre Freundschaft.“

„Die Jahrzehnte währende Brieffreundschaft der zwei Außenseiter reichert der Film mit einem aberwitzigem Reichtum an skurrilen Ideen, Anekdoten, Allegorien und Lebensweisheiten an, wodurch nichts Geringeres gelingt als eine mal bitter-satirische, mal humorvoll-melancholische Parabel von der Schönheit und auch der Hässlichkeit des Lebens. Und das [sic] dies abseits jedweder Larmoyanz oder moralischer Imperative gelingt, ist die große Leistung dieses berührenden Films.“

## Synchronisation
| Rolle                         | Englischer Sprecher    | Deutscher Sprecher |
| ----------------------------- | ---------------------- | ------------------ |
| Mary Daisy Dinkle (erwachsen) | Toni Collette          | Gundi Eberhard     |
| Mary Daisy Dinkle (jung)      | Bethany Whitmore       | Valentina Bonalana |
| Max Jerry Horowitz            | Philip Seymour Hoffman | Helmut Krauss      |
| Damien                        | Eric Bana              | Sebastian Schulz   |
| Vera                          | Renée Geyer            | Tina Engel         |
| Erzähler                      | Barry Humphries        | Boris Aljinovic    |